# قطا كستنائي البطن
قطا كستنائي البطن (الاسم العلمي: Pterocles exustus) (بالإنجليزية: Chestnut-bellied Sandgrouse)‏ هو طائر ينتمي إلى قطويات (فصيلة: Pteroclididae).